# أمازيغ الأطلس البليدي
أمازيغ الأطلس المتيجي' هم الأمازيغ المتواجدون في الوسط الجزائري، في كل من ولاية البليدة وسهل متيجة ويتحدثون أمازيغية الأطلس المتيجي وهي لهجة أمازيغية مشابهة بنسبة 93 بالمئة مع أمازيغية منطقة القبائل نظرا للقرب الجغرافي بينهما